# Pachycerus
Pachycérus — рід жуків родини Довгоносики (Curculionidae).

## Зовнішній вигляд
Жуки цього роду мають середній розмір: 7,5-12 мм у довжину. Основні ознаки:
- головотрубка коротка, з серединним кілем та гострими бічними кантами, підігнута донизу на рівні прикріплення вусиків, на вершині густо вкрита світлими волоскоподібними лусочками;
- стволик вусиків короткий, 2-й членик джгутика вусиків коротший за 1-й або майже однакової з ним довжини, решта члеників поперечні;
- ширина передньоспинки довша від її довжини, вона має серединний кіль та лопаті за очима, задній край її посередині кутовидно витягнутий, середина зверху вкрита чорними зернятками;
- надкрила з чіткими плечима, вкриті чорними зернятками, що переходять на передньогруди, звужені до заду, боки трохи стиснуті за плечима;
- стерніти черевця(принаймні, перші два) із поперечним рядом темних плям або цілком вкриті такими плямами.

Фотографії одного з видів цього роду дивись на.

## Спосіб життя
Ймовірно, він типовий для Cleonini. Достатньо вивчена біологія лише двох видів: Pachycerus madidus та Pachycerus segnis. Використання літературних даних щодо них ускладнюється тим, що достеменно невідомо, чи дійсно вони є різними видами, наскільки збігаються їхні ареали і чи надійно розпізнають їх різні автори.
В усякому разі, життєвий цикл обох видів пов'язаний із рослинами з родини Шорстколисті (Boraginaceae): синяком (Echium), анхузою (Anchusa), чорнокоренем (Cynoglossum), геліотропом (Heliotropium).
Імаго  живляться їхнім листям та молодими пагінами. Самиця відкладає яйця поодинці на кореневу шийку, змащує їх поверхню рідким секретом та екскрементами для захисту ззовні. Личинка виходять з яйця, вгризається у рослинні тканини і живе у них. Згодом на центральному корені утворюється овальний гал. Личинка може також жити на поверхні кореня, будуючи навколо себе земляну камеру. У галі або у цій камері утворюється лялечка і зимує дорослий жук нового покоління. Загалом цикл розвитку (яйце→імаго) триває близько двох місяців.

## Географічне поширення
Ареал роду в цілому охоплює майже всю Палеарктику — від Португалії і Марокко до Китаю, причому на північ доходить до Швеції та Фінляндії. Деякі види є мешканцями субтропіків та тропіків Азії та Африки. Більшість видів мають невеликі ареали. Наприклад, Pachycerus efflatouni відомий лише з Ємена, а Pachycerus simonae — тільки з півдня Марокко. Один вид цього роду зареєстрований в фауні України (див. нижче).

## Практичне значення
Довгоносики Pachycerus madidus та Pachycerus segnis часом вказуються як шкідники буряків (див., наприклад,). Не виключено, що їх імаго можуть випадково погризти листя буряку, але про реальні збитки нема й мови. На бурякових плантаціях жуки можуть опинитися, якщо ті поросли шорстколистими бур'янами.

## Класифікація
У роді Pachycerus описано щонайменше 17 видів. Перелік їх наведено нижче, вид української фауни виділений кольором:
| - Pachycerus badeni (Faust, 1888) — Мадагаскар - Pachycerus barclayi Meregalli, 2009 — Південна Індія - Pachycerus costulatus Faust, 1890 — Західний та Східний Сибір, Китай - Pachycerus desertorum Faust, 1904 — Іран, Середня Азія - Pachycerus efflatouni Tewfik, 1942 — Ємен - Pachycerus hippali Meregalli, 2009 — Єгипет, Саудівська Аравія - Pachycerus latirostris Faust, 1891 — Середня Азія | - Pachycerus madidus (Olivier, 1807) — Європа (від Португалії до Румунії і на північ до Швеції) - Pachycerus obliquatus Faust, 1883 — Казахстан, Середня Азія - Pachycerus opimus (Gyilenhal, 1834) — Марокко, тропічна Африка - Pachycerus planirostris (Boheman, 1829) — Франція, Італія - Pachycerus segnis (Germar, 1824) — Південна Європа, Закавказзя, Північна Африка, Близький Схід, Туреччина, Афганістан, Іран, Західний Сибір - Pachycerus sahelicus Meregalli, 2009 — тропічна Африка - Pachycerus sellatus Faust, 1904 — Непал, Індія, Пакистан, М'янма - Pachycerus simonae Meregalli, 2009 — Марокко - Pachycerus somaliensis Meregalli, 2002 — Сомалі - Pachycerus vestitus Fåhraeus, 1842 — Судан, Західна Африка |